# مأمور آمریکا
مأمور آمریکا (به انگلیسی: U.S. Agent) با نام اصلی جان واکر، یک شخصیت خیالی ابرقهرمان در کتاب‌های کامیک آمریکایی منتشر شده توسط مارول کامیکس است، که جایگزین و همکار کاپیتان آمریکا و همکار انتقام‌جویان محسوب می‌شود. او نخستین بار به عنوان ابر میهن‌پرست در مجموعه کمیک کاپیتان آمریکا شماره ۳۲۳ (نوامبر ۱۹۸۶)  ظاهر شد. وی بعدها به عنوان تجسم جدید کاپیتان آمریکا و تنها چند سال بعد به عنوان مأمور آمریکا دوباره طراحی شد. 
در سال ۲۰۱۲ ، این شخصیت در فهرست آی‌جی‌ان "۵۰ انتقام جوی برتر" در رتبه ۲۹ قرار گرفت. وایت راسل نقش شخصیت جان واکر را در یکی از مینی‌سریال دنیای سینمایی مارول در دیزنی+ تحت عنوان فالکون و سرباز زمستان (۲۰۲۱) ایفا می‌کند.